# Pump Up the Valuum
Pump Up the Valuum  è l'ottavo album in studio del gruppo musicale statunitense NOFX, pubblicato il 13 giugno 2000 dalla Epitaph Records.
(NOFX - Theme from a NOFX Album - Pump Up the Valuum)

## Tracce
Testi e musiche di Fat Mike.
1. And Now for Something Completely Similar – 0:58
2. Take Two Placebos and Call Me Lame – 2:25
3. What's the Matter with Parents Today? – 1:58
4. Dinosaurs Will Die – 2:58
5. Thank God It's Monday – 1:39
6. Clams Have Feelings Too (Actually They Don't) – 2:32
7. Louise – 1:49
8. Stranger Than Fishin' – 1:05
9. Pharmacist's Daughter – 1:58
10. Bottles to the Ground – 2:20
11. Total Bummer – 2:13
12. My Vagina – 2:36
13. Herojuana – 2:46
14. Theme from a NOFX Album – 4:16

## Formazione
- Fat Mike – basso e voce
- El Hefe – chitarra e voce
- Eric Melvin – chitarra e voce
- Erik Sandin – batteria

## Classifiche
| Classifica (2000) | Posizione massima |
| ----------------- | ----------------- |
| Australia         | 19                |
| Francia           | 44                |
| Germania          | 64                |
| Italia            | 23                |
| Nuova Zelanda     | 27                |
| Regno Unito       | 50                |
| Stati Uniti       | 61                |
| Svizzera          | 91                |